# Карел Йермарж
Карел Йозеф Йермарж е чешки музикант, работил и творил в България.

## Биография
Роден е на 19 октомври 1868 г. в Будвайс, Австро-Унгария. Учи музика в Пражката консерватория. В началото на 1890 г. пристига в България. Събира и художествено хармонизира български народни песни. В периода до 1899 г. е капелмайстор в Казанлък, където ръководи оркестъра на 23-ти пехотен шипченски полк, а след това – във Военното училище в София. Част е от комисията, която създава правилника на Националното музикално училище в София. През 1908 г. се уволнява и открива музикален магазин в столицата. Умира на 15 април 1921 г.